# Onze-Lieve-Vrouw van Leliëndaal

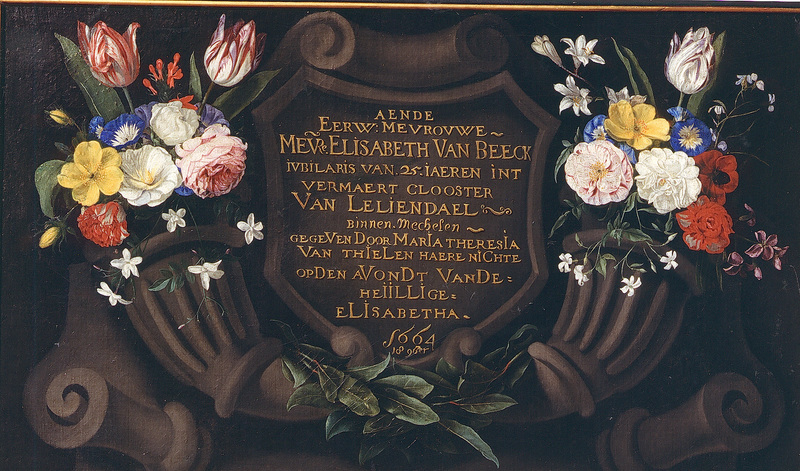
Memorietafel klooster Van Leliendael, met chronogram

Onze-Lieve-Vrouw van Leliëndaal is een voormalig norbertinessenklooster, gelegen aan de Bruul te Mechelen. Enkel de kapel van Het OLV van Leliëndaelklooster is bewaard.

## Geschiedenis
Het terrein waarop het klooster is gebouwd werd in 1251 door de Mechelse heer van Boutershem aan de norbertijnen van de Sint-Michielsabdij van Antwerpen geschonken.
Norbertinessen die oorspronkelijk in Hombeek woonden kochten het terrein in 1592 en vestigden er zich in 1602. Met de bouw van de kerk werd in 1662 gestart, onder leiding van Lucas Faydherbe. Deze man was geen succesvol architect en de eerste versie van de voorgevel verzakte dan ook. Op last van de bouwheer werd de gevel afgebroken en terug opgebouwd. Het poortgebouw rechts naast de kerk, waar na de afschaffing van de orde in de 18de eeuw een liefdadigheidsinstelling gevestigd was, is bewaard gebleven. Op de platen tussen de ramen staan de namen van de grootste weldoeners nog steeds te lezen.
In deze voormalige norbertinessenkerk spelen de beeldtaal en de ideologie van de jezuïeten een hoofdrol. Het beeld van Ignatius van Loyola in de voorgevel, het schilderij in het hoofdaltaar, de Lourdesgrot en de opvallende aanwezigheid van Maria, zijn voorbeelden van die jezuïeteninspiratie. Ook het hart van de heilige Jan Berchmans, jonge jezuïet, wordt er als relikwie bewaard. Desondanks bleef het globale barokke karakter van het interieur goed bewaard. Het kerkmeubilair werd na de Franse Revolutie verkocht. Daarom stamt het merendeel van de huidige inrichting uit de 20ste eeuw. De preekstoel is te bezichtigen in de Sint-Romboutskathedraal.

## Galerij

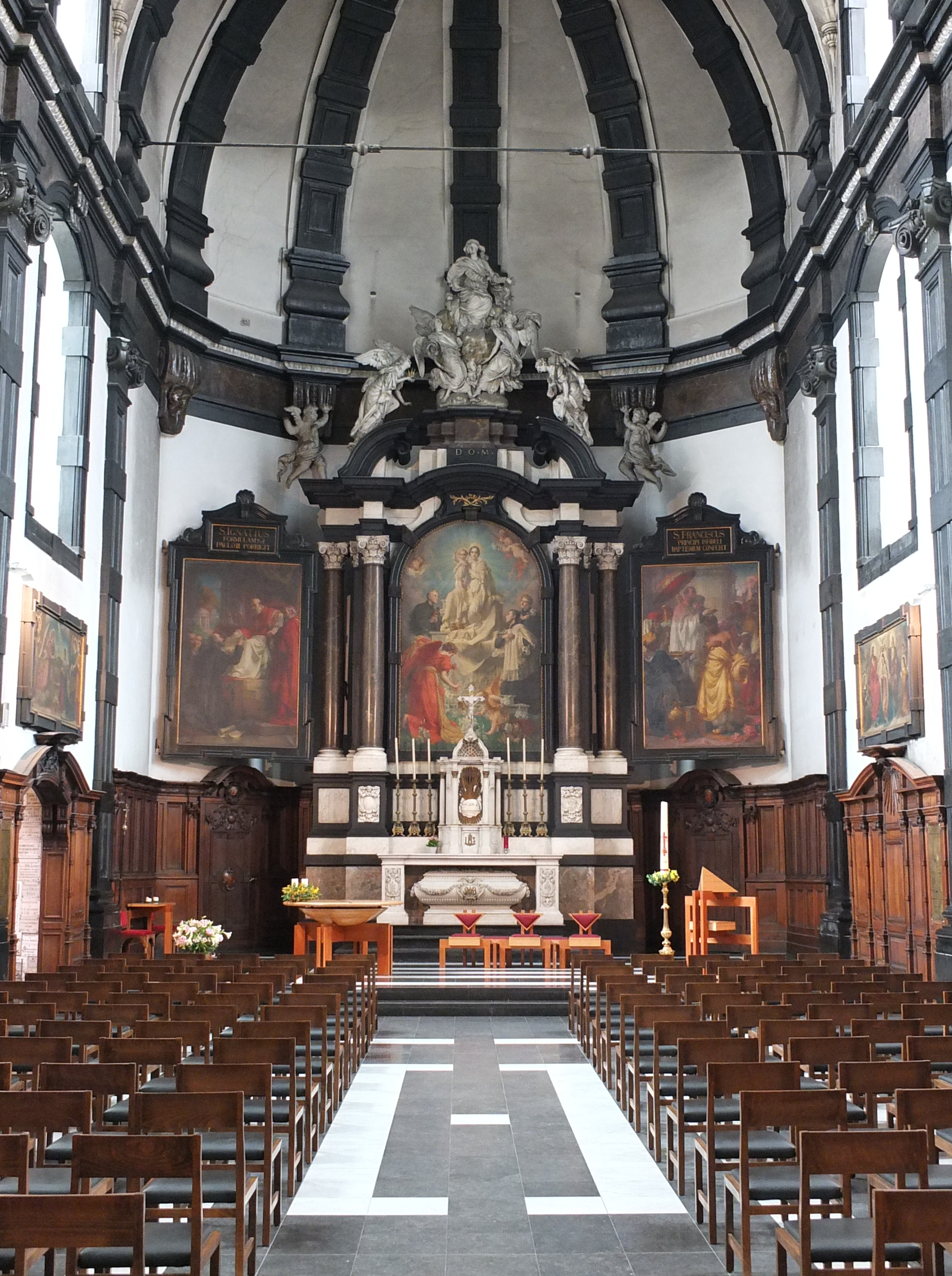
Interieur van de kerk
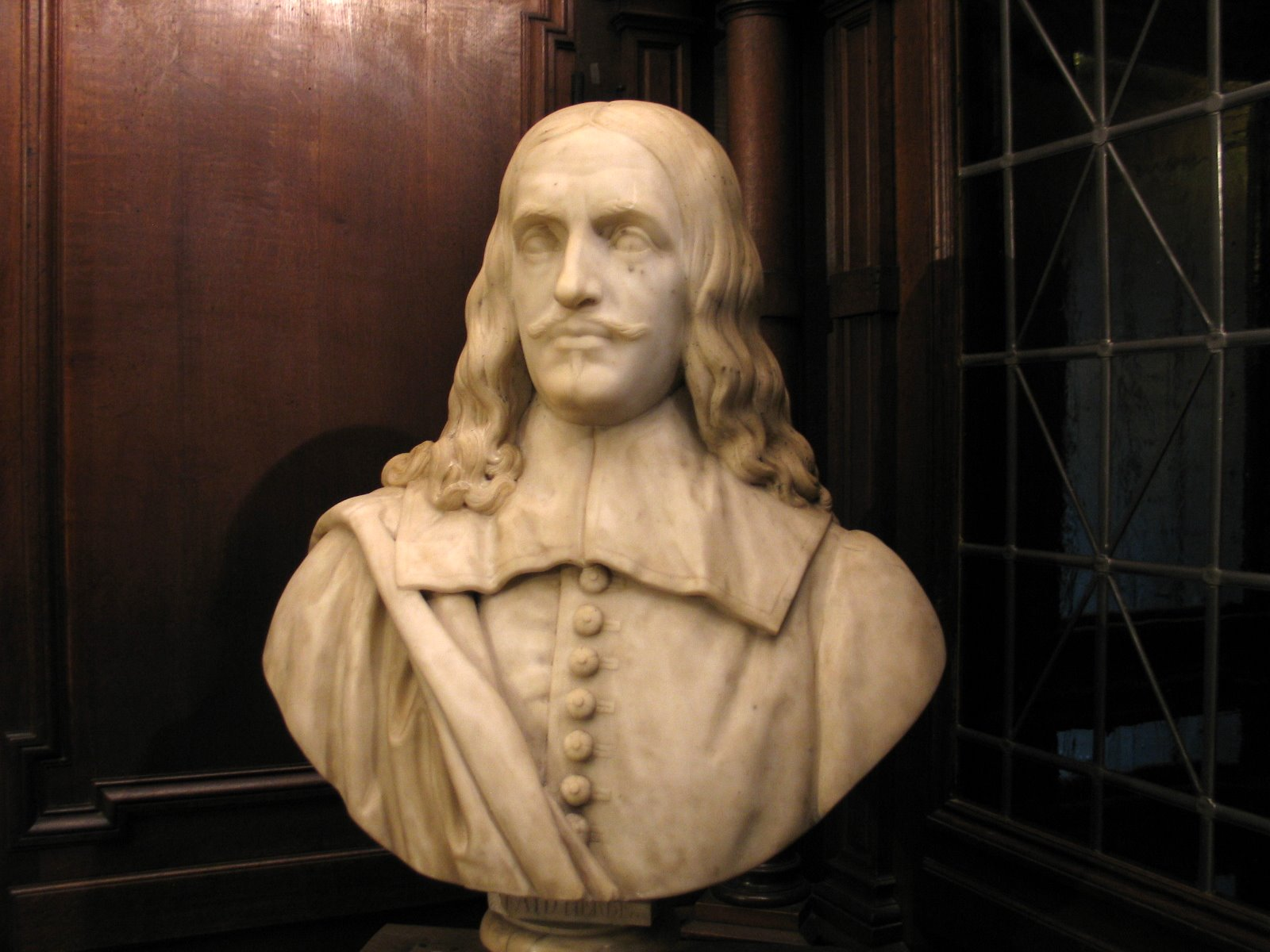
Buste van Joannes Lucas Faydherbe (Faid'Herbe) in de kerk
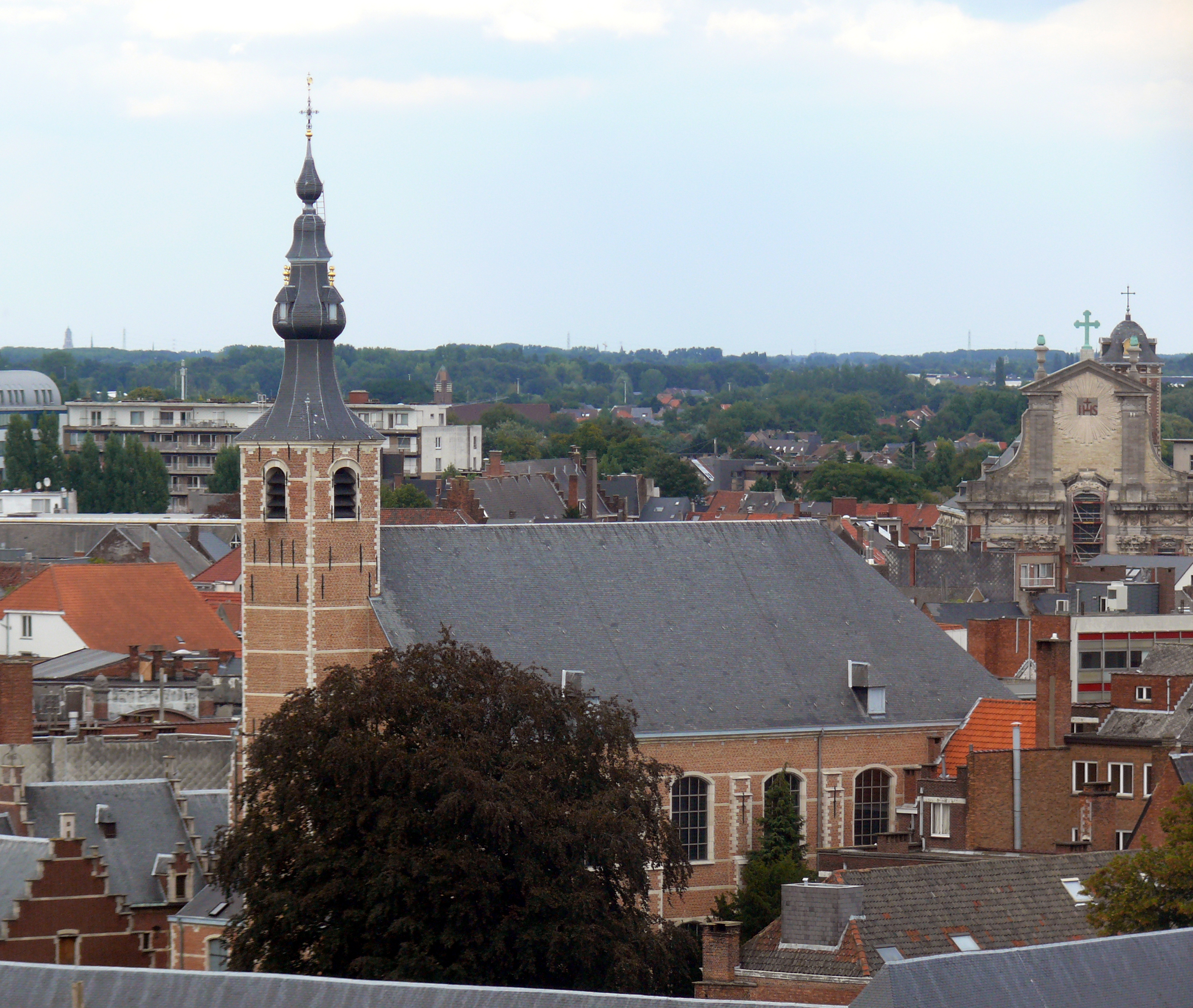
Buitenkant
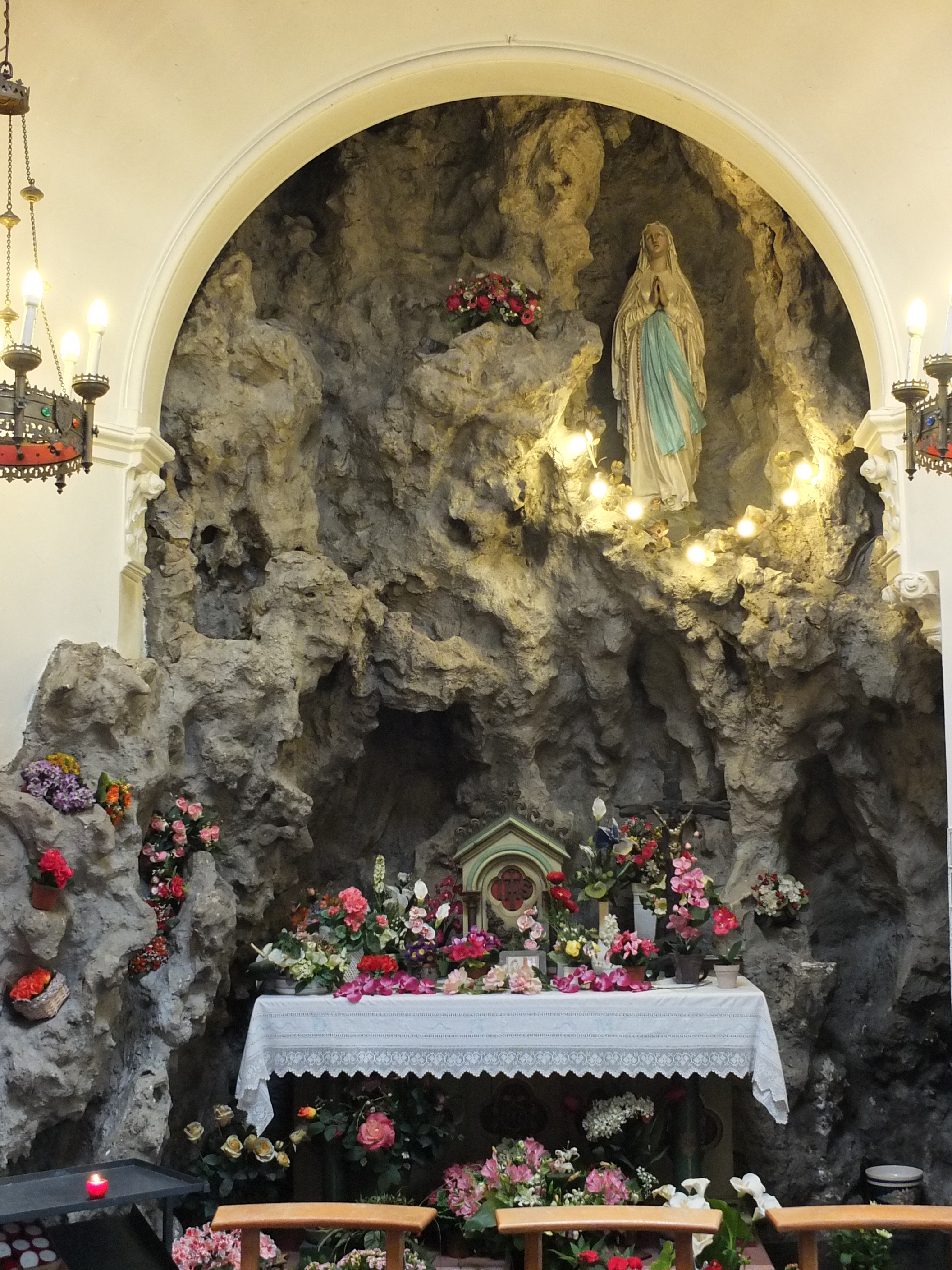
Kapel met Lourdesgrot, gemaakt door een onbekend rocailleur